# Шимпанзета
Шимпанзетата (Pan) са род човекоподобни, включващ два налични вида. По-известен от тях е обикновеното шимпанзе, (Pan troglodytes), което живее в Западна и Централна Африка. Неговият братовчед, бонобото (Pan paniscus), живее в горите на Демократична република Конго. За граница между двата вида се приема река Конго.

## Видове
- Обикновено шимпанзе (Pan troglodytes)
- Бонобо (Pan paniscus)

## Размери
Достигнало пълния си размер възрастно мъжко шимпанзе има тегло от 35 до 70 килограма и се изправя на височина между 0,9 и 1,2 метра, докато женските обикновено тежат между 26 и 50 килограма и са високи от 0,7 до 1 метър.

## Продължителност на живота
Шимпанзетата в диво състояние рядко доживяват над 40 години, но са известни случаи, в които пленени шимпанзета достигат 60. Чийта – шимпанзето кинозвезда от американските филми за Тарзан от 1930-те и 40-те през 2006 г. е на 74 години.

## Разлики между видовете
Анатомичните разлики между обикновените шимпанзета и боноботата са малки, но в сексуалното и социалното им поведение има изявени разлики. Обикновените шимпанзета са всеядни, ловуват на групи от млади бета мъжкари, водени от сравнително слаб алфа, и имат изключително сложни социални връзки. От друга страна, боноботата са с предимно растителна диета и имат егалитарно, матриархално общество. Откритата кожа на лицето, ръцете и краката се изменя от розово до по-тъмен цвят и при двата вида, като е по-светла при по-младите индивиди, потъмнявайки при достигането на зрелост. Боноботата имат по-дълги ръце и са по-склонни да вървят изправени.

## История на контакта с хората
Африканците имат контакт с шимпанзетата от хилядолетия. Първият записан контакт на европейците с тях става през 17 век на територията на днешна Ангола. Дневникът на португалския изследовател Дуарте Перейра (Duarte Pacheco Pereira), запазен в Португалския национален архив (Torre do Tombo) вероятно е първият европейски документ, свидетелстващ че шимпанзетата сами си изработват примитивни инструменти.
Думата „шимпанзе“ обаче е спомената за пръв път чак през 1738 г.